# كرميا (إسرائيل)
كرميا (بالعبرية: כַּרְמִיָּה)هي مستوطنة في جنوب إسرائيل، تقع بين عسقلان وقطاع غزة، وتقع تحت إدارة مجلس شاطئ عسقلان الإقليمي. في 2019، بلغ عدد سكانها 650 نسمة.

## التاريخ
أنشئت المستوطنة في 20 مايو 1950 على يد مجموعة ناحال من أعضاء حركة هشومير هتسائير من فرنسا وتونس الذين دُرِّبوا في بيت زيرا. أقيمت المستوطنة على أرض كانت تابعة لقرية هربيا الفلسطينية، والتي طرد سكانها خلال حرب 1948. اسمها مشتق من الكلمة العبرية כרם، كيرم، وتعني الكرم، في إشارة إلى الكروم التي كانت منتشرة في المنطقة.
استقبلت المستوطنة 54 عائلة من مستوطنتي إيلي سيناء ونيسانيت الإسرائيليتين، اللتين تم إخلاؤهما كجزء من خطة فك الارتباط.